# Aidil Johari
Aidil Johari (* 5. April 2003 in Singapur), mit vollständigen Namen Aidil bin Johari, ist ein singapurischer Fußballspieler.

## Karriere
Aidil Johari erlernte das Fußballspielen in der Schulmannschaft der Yishun Town Secondary School sowie in der Jugendmannschaft von Balestier Khalsa. Bei Khalsa unterschrieb er am 1. Januar 2021 seinen ersten Vertrag. Der Verein spielt in der ersten singapurischen Liga, der Singapore Premier League. Sein Erstligadebüt gab Aidil Johari am 14. März 2021 im Auswärtsspiel gegen die Young Lions. Hier stand er in der Startformation und wurde nach der Pause gegen Gautam Selvamany ausgewechselt. Das Spiel endete 3:3.